# Holmtjärnen (Söderala socken, Hälsingland)
Holmtjärnen är en sjö i Söderhamns kommun i Hälsingland och ingår i Norralaån-Ljusnans kustområde.